# Westliche Erlsbacher Spitze
La Westliche Erlsbacher Spitze est une montagne qui s’élève à 3 035 m d’altitude dans les Hohe Tauern, en Autriche.